# RC2000
RC2000 er en hulstrimmellæser produceret af Regnecentralen. Maskinen kunne læse over 2000 CPS (characters per second)., hvilket gjorde den til verdens hurtigste. Den blev produceret i 2 faser, første gang i midt 1970'erne og sidste gang i 1983, dette var en specialordre, der blev leveret til Sydamerika (denne model blev kaldt RC2500, og kun ca. 30 stk. blev produceret på Regnecentralen's fabrik i Præstø). Der blev også lavet en model, der hed RC500, der var i stand til at læse 500 CPS, samt en såkaldt papirstrimmelopruller, som man skulle bruge til at rulle papirstrimlen op med, efter man havde læst dem ind (med en kuglepen kunne man rulle en strimmel op på ca 1 time, med oprulleren tog det ca. 2 min.).
RC2000 har en buffer; en indbygget hukommelse, der tjener som midlertidig "holdeplads" for de data der bliver læst fra strimlen, inden de sendes videre til den tilsluttede computer: Hvis computeren er lidt hurtigere til at "aftage" data end RC2000 læser dem fra strimlen, tømmes bufferen -- og RC2000 reagerer ved at skrue op for læse-tempoet. Omvendt; hvis computeren aftager data fra bufferen i et lavere tempo end RC2000 læser dem, må gradvist flere data "vente" i bufferen, og så sænker RC2000 tempoet for at matche computerens arbejdshastighed.
| Hardware | Spire Denne artikel om computere og anden hardware er en spire som bør udbygges. Du er velkommen til at hjælpe Wikipedia ved at udvide den. |